# Tropidolaemus laticinctus
Tropidolaemus laticinctus är en ormart som beskrevs av Kuch, Gumprecht och Melaun 2007. Tropidolaemus laticinctus ingår i släktet Tropidolaemus och familjen huggormar. IUCN kategoriserar arten globalt som livskraftig. Inga underarter finns listade i Catalogue of Life.
Arten förekommer på Borneo, på Sulawesi och på flera mindre öar i samma region. Den lever i låglandet och i bergstrakter upp till 1400 meter över havet. Habitatet varierar mellan olika slags skogar och trädodlingar. Individerna klättrar främst i träd.